# Éruption du mont Fuji de l'ère Hōei
L'éruption du mont Fuji de l'ère Hōei (宝永大噴火, Hōei dai funka) survient le 16 décembre 1707 (23e jour du 11e mois de la 4e année de l'ère Hōei) et prend fin vers le 1er janvier 1708 (9e jour du 12e mois de la 4e année de l'ère Hōei) au cours de l'époque d'Edo.

## L'éruption principale

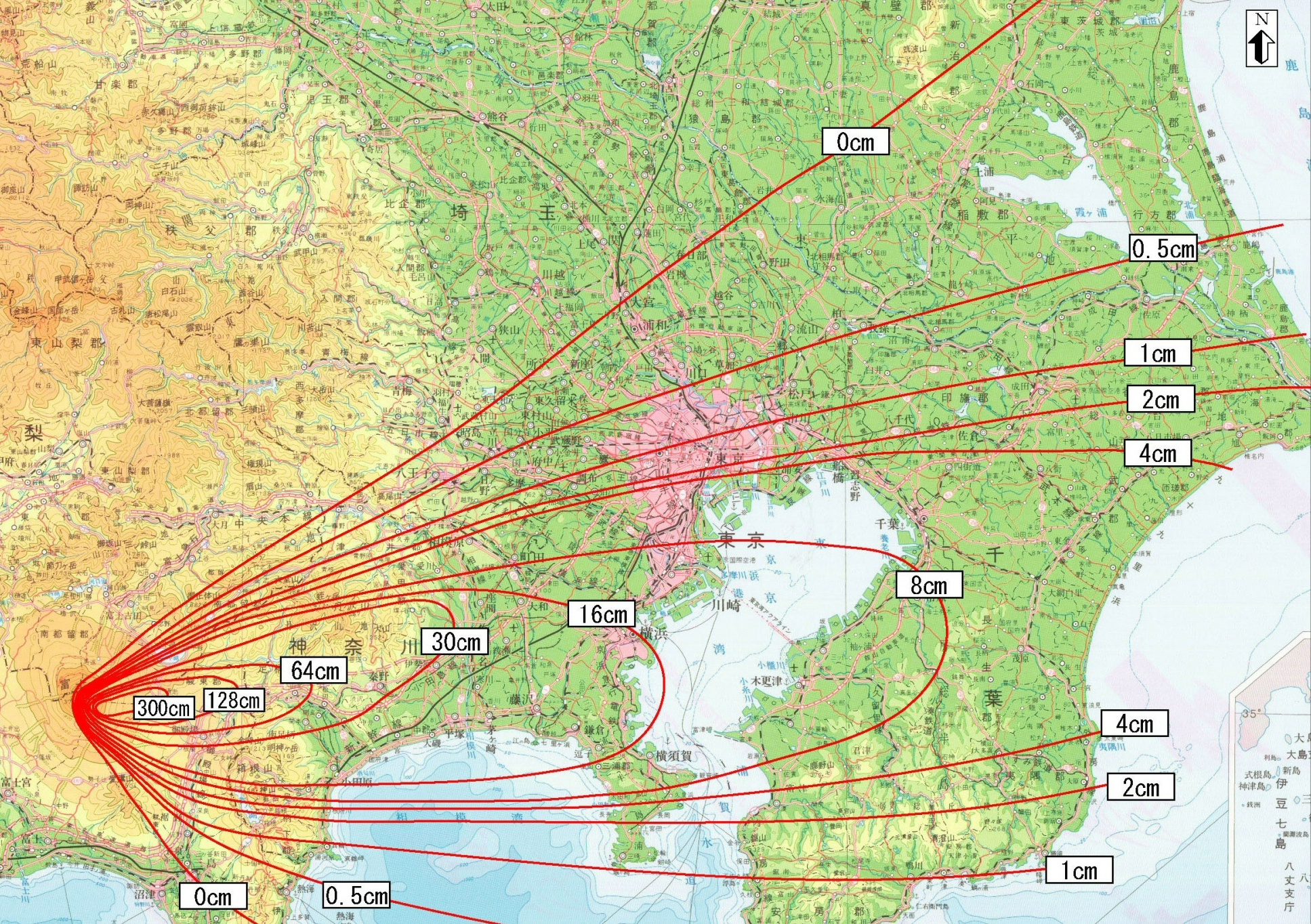
Carte de la chute des cendres volcaniques au cours de l'éruption de l'ère Hōei

Bien qu'elle n'entraîne aucun écoulement de lave, l'éruption de l'ère Hōei libère quelque 800 millions de m3 de cendres volcaniques qui s'étendent sur de vastes zones autour du volcan, atteignant même Edo éloigné de près de 100 km. Cendres et flammèches tombent comme la pluie dans les provinces d'Izu, Kai, Sagami et Musashi. À Edo, la cendre volcanique atteint plusieurs centimètres d'épaisseur. L'éruption est notée à 5 selon l'indice d'explosivité volcanique.
L'éruption se produit sur le flanc est-nord-est du mont Fuji et forme trois nouveaux évents volcaniques, appelés évent Hōei no 1, no 2 et no 3. La catastrophe se développe au cours de plusieurs jours ; un premier tremblement de terre et l'explosion de fumerolles et de cendres sont suivis quelques jours plus tard par des éjections plus énergiques de roches et de pierres. Le Fuji-san n'a pas connu d'éruption depuis, mais est toujours considéré comme actif, un volcan s'endormant après une myriade d'années, et s'éteignant encore des milliers d'années ensuite.
Les Cent vues du mont Fuji du peintre Hokusai comprennent une image du petit cratère qui s'est développé à partir d'un site de l'éruption secondaire sur le versant sud-ouest. Celui-ci est appelé Hōeizan (mont Hōei) car l'éruption s'est produite au cours de la quatrième année de l'ère Hōei.

## Désastres secondaires
Dans l'année suivant l'éruption, une catastrophe secondaire se produit lorsque la Sakawa déborde en raison de l'accumulation de sédiments résultant de la chute de cendres.
Les sables volcaniques tombent et recouvrent largement les champs cultivés à l'est du mont Fuji. Pour récupérer les champs, des agriculteurs jettent les produits volcaniques dans des terrains de décharge et en font des tas de sable. La pluie lave ces tas de sable des décharges loin des rivières ce qui a pour conséquence un envasement des rivières qui deviennent moins profondes, en particulier la rivière Sakawa dans laquelle d'énormes volumes de cendres ont chuté, entraînant des barrages temporaires. De fortes pluies les 7 et 8 août 1708 de l'année suivant l'éruption, provoquent une avalanche de cendres et de boue volcanique et rompent les barrages, inondant la plaine d'Ashigara.

### Sources et bibliographie
- Isaac Titsingh (1834). [Siyun-sai Rin-siyo/Hayashi Gahō, 1652]. Nipon o daï itsi ran; ou, Annales des empereurs du Japon.  Paris : Royal Asiatic Society, Oriental Translation Society of Great Britain and Ireland.
- (en) Henry D. Smith, Hokusai : One Hundred Views of Mt. Fuji., 1988, New York, George Braziller,  (ISBN 0-8076-1453-X),  (ISBN 978-0-8076-1453-2) (cartonné)